# Mykolas Juozapavičius
Mykolas Juozapavičius (* 19. Juni 1979) ist ein litauischer  ehemaliger konservativer Politiker, Vizeminister der Verteidigung.

## Leben
Nach dem Abitur absolvierte Juozapavičius as Bachelorstudium der Politikwissenschaften und dann das Masterstudium der internationalen Kommunikation  an der Vilniaus universitetas in Vilnius. 2004–2009 arbeitete er als Gehilfe von Vytautas Landsbergis, des Mitglieds im Europäischen Parlament. Von 2008 bis 2010 war Entwicklungsdirektor um Unternehmen UAB „Kardiolita“ und war Berater des Ministers Audronius Ažubalis im Außenministerium Litauens. Von September 2011 bis 2012 war er stellvertretender Minister im Verteidigungsministerium Litauens, Stellvertreter der Ministerin Rasa Juknevičienė. Ab Dezember 2012 wurde er zum Verteidigungsattaché in der litauischen Vertretung bei Vereinten Nationen ernannt, aber das Amt wurde bald durch neuen Minister Juozas Olekas abgeschafft.
Juozapavičius ist Mitglied der Tėvynės sąjunga-Lietuvos krikščionys demokratai und Jaunųjų konservatorių lyga (JKL), 2005–2006 Leiter von JKL.